# Dobrinja (Modriča)
Dobrinja (szerbül: Добриња), település Bosznia-Hercegovinában, Modriča községben, a Szerb Köztársaság északi régiójában.

## Fekvése
A település Bosznia-Hercegovina északi részén, Dobojtól légvonalban 29, közúton 51 km-re északkeletre, községközpontjától légvonalban és közúton 2 km-re délre, részben a Trebava-hegység északi lejtőin, részben pedig a Szávamenti síkságon, 108-286 méteres magasságban fekszik. Két fő településrésze Donja és Gornja Dobrinja.

## Népessége
| Nemzetiségi csoport | Népesség 1991 | Népesség 2013 |
| ------------------- | ------------- | ------------- |
| Szerb               | 6             | 444           |
| Bosnyák             | 2             | 0             |
| Horvát              | 395           | 10            |
| Jugoszláv           | 18            | 0             |
| Egyéb               | 16            | 3             |
| Összesen            | 437           | 457           |

## Története
Az egykor horvát lakosságú település 1878-ig tartozott az Oszmán Birodalomhoz. Ekkor a berlini kongresszus határozata alapján az Osztrák-Magyar Monarchia része lett. 1879-ben az első osztrák-magyar népszámlálás során a Gradačaci járáshoz tartozó településnek, 24 háztartása és 123 római katolikus lakosa volt. 1910-ben a Gradačaci járáshoz tartozó településen 95 háztartást, 635 római katolikus, 15 ortodox és 10 muszlim lakost találtak. A monarchia szétesésével 1918-ban előbb a Szerb-Horvát-Szlovén Királyság, majd 1929-től a Jugoszláv Királyság része lett. 1921-ben a Gradačaci járáshoz tartozó településnek 634 lakosa volt, közülük 607 római katolikus, 24 ortodox és 3 muszlim volt. Az 1929-es törvény értelmében, amikor Bosznia-Hercegovinát négy banovinára, Drinskára, Vrbaskára, Zetskára és Primorskára osztották, a település a Vrbaska banovina (Orbászi Bánság) része lett, amelynek székhelye Banja Luka volt. 1939-ben a közigazgatás átszervezésével a Hrvatska banovina (Horvát Bánság) része lett.
A második világháborúban Jugoszlávia megszállása után a Független Horvát Állam (NDH) része lett. A második világháború után 1992-ig a település a szocialta Jugoszlávia keretében a Bosznia-Hercegovinai Népköztársaság része volt. A boszniai háború ideján a település horvát lakosságát elűzték, helyükre pedig szerbek települtek. A boszniai háborút lezáró daytoni békeszerződés rendelkezése alapján az ország területét felosztották a Bosznia-hercegovinai Föderáció és a boszniai Szerb Köztársaság között. A békeszerződés utáni területmegosztási megállapodás értelmében a település a Boszniai Szerb Köztársasághoz került. 